# クライド・ベルコート
クライド・ハワード・ベルコート（Clyde Bellecourt、オジブウェー語：ニーゴヌェウェイウェドゥン、1936年5月8日 - 2022年1月11日）は、アメリカ合衆国のネイティブアメリカン人権活動家。1968年、ミネソタ州ミネアポリスでデニス・バンクス、エディ・ベントン＝バナイと共にアメリカインディアン運動を設立した。

## 来歴
1936年5月8日、ミネソタ州のホワイトアース・インディアン保留地 で、オジブワ族のアビ氏族に属するチャールズとアンジェリン夫妻の12人の子供のうち7番目の息子「ニーゴヌェウェイウェドゥン」（オジブワ語で「嵐の前の雷」という意味）として生まれた。彼の所属するバンドはミネソタ最大で最貧困と呼ばれるものだった。父チャールズは第一次世界大戦で欧州で戦った出征米軍兵で、戦傷のため働けなかった。家族は小さな家に住み、非常に貧しかった。　兄ヴァーノン・ベルコート（2007年死去）もクライドとともにインディアン民族運動家となっている。
「アメリカインディアン運動」（AIM）の公式サイトは、クライドについて次のように紹介している。
1945年、9歳のときに保留地にあったベネジクト派の厳格なミッションスクールに入学させられたが、学校でインディアンが「殺人者」、「野蛮人」として教えられていることに強く反発し、結局中退した。学校でクライドはジョージ・ワシントンを「国の父」だと教えられ、敬意を払うよう強制されたが、「とても父親とは考えられない」、と答えて反発した。
彼は現在でもワシントンを「ボーイ・ジョージ」と呼んでおり、「この男は金髪のカツラを被って頬に紅をつけ、フリルのついたシャツと、小さな絹のストッキングとハイヒールの靴を履いている。彼らはこの男を“国の父親だ”と私に言うんだが、まあ、この男は私の父や祖父にはとても見えないな」と答えている。クライドはミネソタ州レッド・ウィングの軍隊式の少年院に入れられ、三年間をそこで過ごした。
1952年、16歳のときに家族がミネアポリスに転居する。1957年、ハリー・デイビスの下でボクシングを習い、「ゴールデングローブ」に出場。2勝1敗の記録を残したが、素行不良で聖クラウド成年矯正施設に入れられた。1961年、25歳の誕生日に窃盗の罪でミネソタ州スティルウォーターの刑務所に収監された。
当時、ミネソタ州の刑務所の囚人の1/3以上はインディアンだった。白人なら軽微な罪状で済むことでも、インディアンはすぐに懲役刑となった 。刑務所でクライドは「名誉の寮」と呼ばれていた独房に入れられて希望を失ってしまい、ハンガーストライキを始めたが、同じオジブワ族のエディー・ベントン・バナイが彼のまとめ役としての才に注目して刑務所に掛け合い、クライドは独房から出るわりに発電所での労働更生プロジェクトに参加し、ボイラー技士の訓練を受けることになった。エディーはクライドに、オジブワ族の歴史を扱った本を貸してくれた。クライドは刑務所で仲間たちとインディアンの問題について討論するようになり、エディーと二人で刑務所内に「インディアン研究プログラム」を結成し、128人のインディアン囚人中82人の参加者を集め、勉強会を開くようになった。当時を振り返ってクライドはこう語っている。「我々はこの国で最初の、本当のインディアンの研究プログラムを持っていたと思う。人は『アメリカインディアン運動』が1968年に始まったというが、私にとっては1962年にスティルウォーターの穴蔵の中で始まっているんです。」
1964年、釈放されミネアポリスに戻る。刑務所の研究プログラムはトム･ジョーンズらに引き継がれた。クライドはミネアポリスでインディアン組織「赤いゲットーの人々」（Red Ghetto People）を組織した。

### 「AIM」初代議長となる
1968年5月、スティルウォーター刑務所でクライドらの設立した研究プログラムに参加していたデニス・バンクスが出所してクライドやジョージ・ミッチェルと会い、刑務所で構想したインディアンの権利団体についての計画を持ちかけた。クライドらもこれに賛同し、チラシを作って州全土を回って参加者を募った。彼らは7月28日にミネアポリスで200人のインディアン男女を集めた会合を開き、インディアンに対する差別撤廃と権利の回復を目標に、
新しい権利団体を結成した。この団体はしばらく「憂慮するアメリカのインディアン」（Concerned Indian Americans）と呼ばれ、全会一致でクライドが初代議長に選ばれた。デニス･バンクスは「この会合の成功はクライドの熱意あってこそ」と語っている。
当時、ミネアポリスでは市の無償労働者確保のため、週末になると州警察によって「インディアン狩り」が行われ、インディアンの集まるバーが襲われて不当逮捕が行われ、白人警官による暴力は日常茶飯事だった。クライドはこの会合で、「インディアン狩り」対策のため「ブラック・パンサー党」の「逆パトロール」を参考に、白人警官からインディアンを防衛する「パトロール隊」を結成した。また「警察対策委員会」を結成して市警察本部と直談判し、また白人警官がインディアンに暴行を加える姿を隠し撮りして訴訟を起こし、インディアンに対する暴力撤廃に効果を上げた。
1968年9月、「憂慮するアメリカのインディアン」では略称が「CIA」になってまずいということで、この団体の正式名称が「アメリカインディアン運動」（AIM）に決定した。AIMはミネソタのすべてのインディアン差別案件の撤廃に乗り出し、徹底的な実力行使による抗議運動を展開し、全米に支持者と反響を生んだ。民族回帰を掲げるAIMは霊的な後ろ盾を求め、スー族の伝統派のもとで「スウェットロッジ」をはじめとする古来の儀式に参加した。1970年、スー族の伝統派呪い師レイムディアー、クロウドッグ親子らの協力を得て、パインリッジ･インディアン保留地でデニス・バンクス、ラッセル・ミーンズ、リーマン･ブライトマンと4人で「サンダンスの儀式」に参加し、「ピアッシングの儀式」を行っている。
クライドらAIMは、活動を全米に拡げ、1969年11月の「アルカトラズ島占拠事件」では応援参加し、1970年には「ラシュモア山占拠」、感謝祭での「プリマスの岩とメイフラワー号2世乗っ取り抗議」などを主催した。「ニューイングランド入植350周年」のイベントでのメイフラワー号抗議では、クライドは船上から白人の人形を海に叩き落とし、白人の「感謝祭」を台無しにして地元のインディアンの大喝采を浴びた。またこの年、インディアン児童のインディアン文化教育のための学校「大地の心・サバイバル学校」をミネアポリスに設立した。
クライドはAIMの活動方針として、個人指導者による統率を好まず、個人それぞれの自由な行動を尊重した。もともとインディアンには権力者はおらず、個人が他者を強権的に率いるという文化はない。AIMは1972年に「破られた条約のための行進」、「BIA本部ビル占拠抗議」を行い、合衆国当局と敵対することとなった。
1974年、スイスのモントルーで開かれた「世界教会協議会」で、アメリカインディアンとして初めて演説を行った。
1986年、クライドはおとり捜査官にLSDを売ったとしてミネソタ州サンドストーンの連邦刑務所に22ヵ月収監された。クライドは1980年代中頃に、自身の薬物とアルコール中毒歴について話しているが、この逮捕については「罠だった」と主張した。
1993年12月、AIMはクライドとヴァーノンの兄弟を内部告訴した。1994年11月にAIM会議は「合衆国政府への協力と薬物に関する活動」を含む8つの罪状で有罪と判決し、二人にAIMでの活動を禁止した。クライドとヴァーノンはこの告訴を「ばかばかしくて中傷的だ」と答えている。このベルコート兄弟の排斥運動はAIMコロラド支局のラッセル･ミーンズとワード･チャーチル、グレン・モリスの扇動によると言われている。ラッセル・ミーンズはAIM内のこうした不和について、「残念ながら、程度は個人個人で異なるが、私たちは皆、植民地化されてきた。 それらの意見の相違は、誤って導かれたエゴから始まったものだ」と述べている 。

### 現在の活動
現在クライドはミネアポリス本部でAIM活動に従事している。「スポーツとメディアにおける人種差別の全国連合」（NCRSM）や「大地の心・サバイバル学校」を運営している。2005年以降、「クライド・H・ベルコート育英基金」は、「大地の心・サバイバル学校」の主要イベントの一つとして、22の大学でインディアン文化を研究しているインディアンや他の先住民学生に、222,687ドルの奨学金を提供している。「大地の心・サバイバル学校」は1975年に「アメリカインディアン・サバイバル学校全国連合」として組織化され、「アメリカインディアン教育法」の後押しを受け、さまざまなインディアンの伝統行事や宗教儀式、教育機関、囚人プログラムを後援している。またデニス･バンクスとともに、ミネアポリスの夏恒例のカヌー競争「山本杯」レースを後援している。